# Rhinophis travancoricus
Rhinophis travancoricus är en ormart som beskrevs av Boulenger 1892. Rhinophis travancoricus ingår i släktet Rhinophis och familjen sköldsvansormar. Inga underarter finns listade i Catalogue of Life.
Arten förekommer i södra Indien i delstaterna Kerala och Tamil Nadu. Honor lägger inga ägg utan föder levande ungar.